# The Skids
Gli Skids sono una band punk rock formatasi in Scozia nel 1977. Il loro singolo più famoso fu Into the valley del 1979. Negli anni 2000 ha acquistato molta popolarità anche The Saints Are Coming, soprattutto a causa della cover firmata da Green Day e U2 del 2006.
Il gruppo era capitanato dal futuro leader dei Big Country Stuart Adamson. Nel 2016 la band è tornata in attività.

## Formazione
- Stuart Adamson - voce, chitarra
- Richard Jobson - voce
- Tom Kellichan - batteria
- Willie Simpson - basso

## Discografia
- 1979 - Scared to Dance
- 1979 - Days in Europa
- 1980 - The Absolute Game
- 1981 - Joy
- 2018 - Burning Cities
- 2019 - Peaceful Times

EP
- 1977 - Skids
- 1978 - Wide Open

Live
- 1991 - BBC Radio 1 Live in Concert
- 2007 - Masquerade Masquerade

Compilation
- 2007 - The Saints Are Coming: The Best of The Skids